# نیکولای یاروشنکو
نیکولای الکساندروویچ یاروشنکو (روسی: Николай Александрович Ярошенко؛ اوکراینی: Микола Олександрович Ярошенко، ت. «Mykola Oleksandrovych Yaroshenko») (۱۳ دسامبر [سبک قدیمی: ۱ دسامبر] ۱۸۴۶ – ۷ جولای [سبک قدیمی: ۲۵ ژوئن] ۱۸۹۸) نقاش روسی تبار اوکراینی بود.
یاروشنکو پرتره‌ها، نقاشی‌های سبک و طراحی زیادی کشید. نقاشی‌های ژانر او شکنجه، مبارزات، میوه‌ها، لباس‌های شنا و سایر سختی‌هایی را که در امپراتوری روسیه با آن روبه‌رو بود، به‌تصویر می‌کشد. در دو دهۀ آخر قرن نوزدهم، او یکی از نقاشان برجسته رئالیسم در اروپای شرقی بود.